# Nederlands-Guiana
Nederlands-Guiana (of Nederlands-Guyana) was een verzamelnaam voor de Nederlandse koloniën op de kust van Guyana (de kust van de Orinoco tot de Amazone, bijgenaamd de Wilde Kust). Deze koloniën waren van oost naar west:
- Cayenne
- Suriname
- Berbice
- Demerary
- Essequebo
- Pomeroon

Nederlands-Guiana was geen staatkundige eenheid maar een geografische aanduiding. De koloniën die samen Nederlands-Guiana vormden, hadden verschillende eigenaren. Essequebo en Demerary werden door de West-Indische Compagnie (WIC) bestuurd; Berbice door de Sociëteit van Berbice; Suriname door de Sociëteit van Suriname. Ook het tegenwoordige Frans-Guyana werd van 1660 tot 1664 door Nederlanders bestuurd (Cayenne), en opnieuw van 1676 tot 1677 tijdens de Hollandse Oorlog. Nadat alle kolonies behalve Suriname in Britse handen waren gekomen (1815), stond de benaming Nederlands-Guiana feitelijk synoniem voor Suriname.

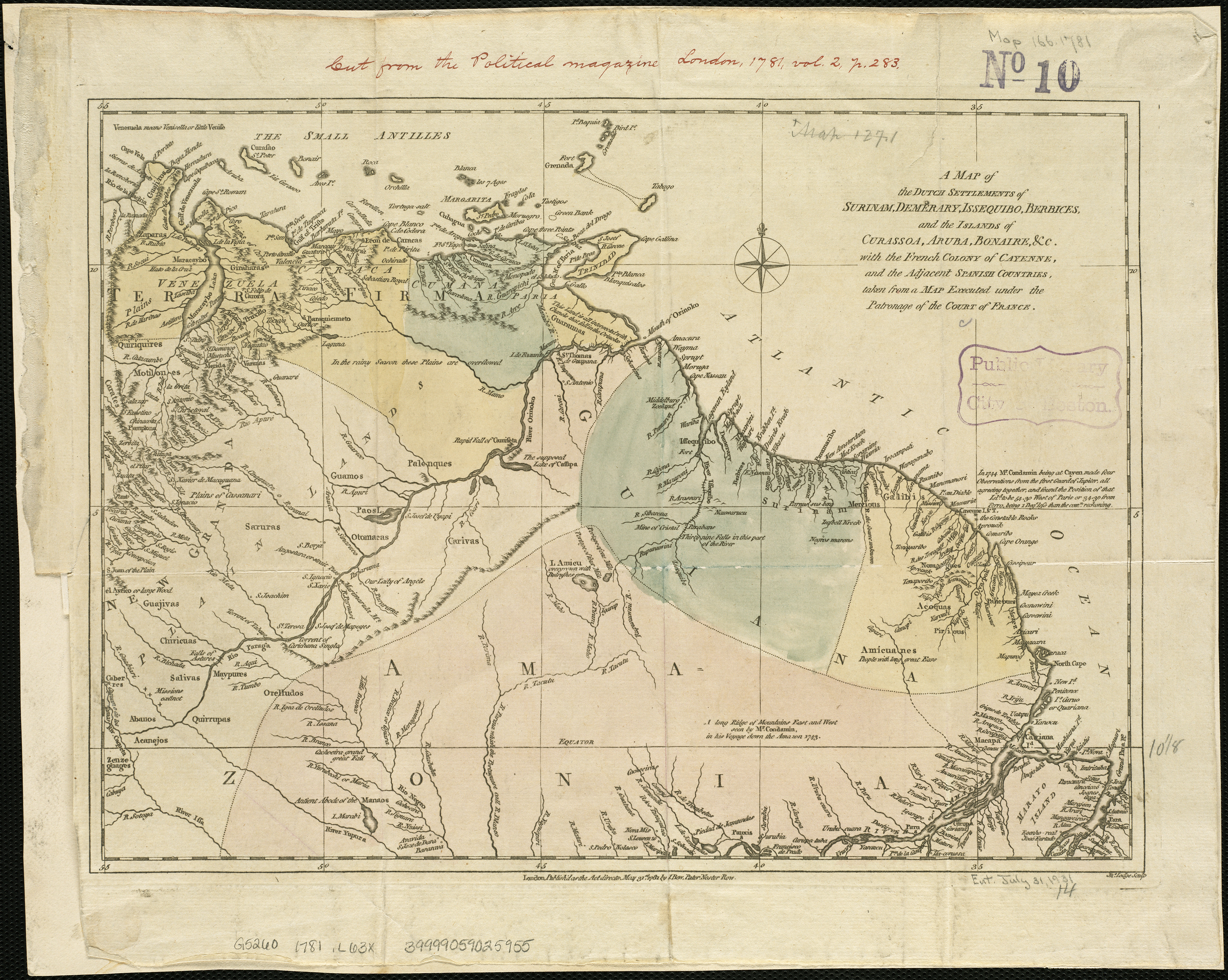
Kaart van Nederlands-Guiana (1781)

## Geschiedenis
Van het gebied werd rond 1599 een kaart gedrukt door Jodocus Hondius (de Nieuwe caerte van het wonderbaer ende goudrijcke landt Guiana) en het werd vanaf 1600 gekoloniseerd door Nederlanders, met name Zeeuwen. Aan de rivieren Pomeroon, Essequibo, Berbice, Suriname en andere rivieren werden kleine handelsvestigingen opgericht. Hier vond voornamelijk ruilhandel plaats met de indianen en men begon op kleine schaal met plantagebouw. Engelsen, Fransen en Nederlanders richtten, soms aan dezelfde rivier, kleine handelsvestigingen op. Deze vestigingen hielden zelden lang stand. Het leven in de tropen eiste veel slachtoffers; daarnaast waren er aanvallen van indianen en Europese vijanden.
De eerste aanzet tot kolonisatie waren initiatieven geweest van particulieren, vaak in de vorm van een compagnie. Tot de oprichting van de West-Indische Compagnie (WIC) in 1621 hadden deze protocompagnieën vrij spel. Na de oprichting van de WIC lagen de koloniën Pomeroon, Essequebo, Berbice en de andere kleine vestigingen in het octrooigebied van de WIC.
De WIC gaf Abraham van Peere, de stichter van de kolonie Berbice, toestemming om deze kolonie te besturen. Essequebo werd rechtstreeks bestuurd door de WIC Kamer Zeeland. Na de Derde Nederlands-Engelse Oorlog werd de naburige kolonie Suriname krachtens de Vrede van Westminster aan de Republiek der Zeven Verenigde Nederlanden geschonken in ruil voor Nieuw-Nederland (1674). Zo ontstond een uitgestrekte strook Nederlandse koloniën op de Guiana's, ook wel Nederlands-Guiana genoemd.
De rivier Demerary, ressorterende onder de kolonie Essequebo, werd in 1745 opengesteld voor exploitatie. In de tweede helft van de 18e eeuw kwamen de koloniën Essequebo, Demerary en Berbice tot grote bloei. Na de opheffing van de WIC in 1791 en opheffing van de Sociëteit van Berbice in 1795 groeide de productie naar een recordhoogte.
De Nederlandse koloniën op de Guiana's werden tijdens de periode van de Bataafse Republiek bezet door de Britten omdat de Republiek, als vazalstaat van Frankrijk, in oorlog was met het Verenigd Koninkrijk. Formeel werden de koloniën door de Britse Kroon in bescherming genomen, namens Prins Willem V van Oranje-Nassau die naar Engeland was gevlucht. Na de napoleontische oorlogen in 1814 werd de helft van het toenmalige Nederlands-Guiana van Nederland afgenomen. In deze drie koloniën (Demerara, Essequibo en Berbice) hadden de Britten de laatste decennia veel geïnvesteerd. De Nederlandse planters in het gebied behielden hun oude rechten en de meesten bleven in de kolonie wonen.
Niet alleen Essequibo, Demerara en Berbice werden afgestaan. Ook de Kaapkolonie en Ceylon werden afgestaan aan het Verenigd Koninkrijk. In ruil voor deze koloniën werd het Verenigd Koninkrijk der Nederlanden uitgebreid met de vroegere Oostenrijkse Nederlanden en het Prinsbisdom Luik.
Na 1815 waren er vijf Guiana's: Venezolaans Guayana, Brits-Guiana, Nederlands-Guiana (Suriname), Frans-Guyana en Portugees (Braziliaans) Guiana.
Gouvernementen: Goudkust* · Nederlands Brazilië · Nederlandse Antillen · Nederlands-Guiana (Berbice* · Cayenne · Demerary* · Essequebo* · Pomeroon · Suriname*) · Nieuw-Nederland
Gebieden met een directeur: Maagdeneilanden
Gebieden met een baron: Tobago (geleend aan Cornelis Lampsins)
Factorijen / handelsposten: Arguin · Loango-Angolakust · Senegambia · Slavenkust
Gouvernementen: Amboina* · Banda* · Batavia* · Ceylon · Coromandelkust* · Formosa · Java's Noordoostkust* · Kaapkolonie* · Makassar* · Malakka* · Mauritius · Molukken*
Directoraten: Vestingen in Bengalen · Vestingen in Perzië · Suratte
Commandementen: Bantam* · Malabar · Sumatra's Westkust*
Residenten: Bandjarmasin* · Cheribon* · Palembang* · Pontianak*
Gebieden met een opperhoofd: Birma · Dejima* · Vestingen in Siam · Timor · Tonquin
Factorijen: Vestingen in China
Nederzettingen: Amsterdam eiland (incl. Smeerenburg) · Jan Mayen
Vestingen: Acadia · Fort Nassau · Zoutpannen in Venezuela
*: Gebieden ook in handen van de Bataafse Republiek geweest.